# Catedral de Santa Maria (Pattom)
A Catedral de Santa Maria, também conhecida como Catedral de Pattom, é uma catedral católica localizada na cidade de Thiruvananthapuram, na Índia. É o principal local de culto da Igreja Católica Siro-Malancar, e Sé da Arquidiocese Maior de Trivandrum.